# ویکروده
ویکروده (به آلمانی: Wickerode) یک منطقهٔ مسکونی در آلمان است که در سودهارتس واقع شده‌است. ویکروده ۲۷۳ نفر جمعیت دارد.